# 689. grenadirski polk (Wehrmacht)
689. grenadirski polk (izvirno nemško 689. Grenadier-Regiment; kratica 689. GR) je bil pehotni polk Heera v času druge svetovne vojne.

## Zgodovina
Polk je bil ustanovljen 15. oktobra 1942 in dodeljen 246. pehotni diviziji. Uničen je bil junija 1944 pri Vitebsku.
Ponovno je bil ustanovljen 15. septembra 1944 za 246. ljudskogrenadirsko divizijo.